# Pseudanomalon munin
Pseudanomalon munin là một loài tò vò trong họ Ichneumonidae.